# Nobuhiro Sadatomi
Nobuhiro Sadatomi (jap. 貞富 信宏, Sadatomi Nobuhiro; * 5. Juli 1979 in der Präfektur Tokio) ist ein ehemaliger japanischer Fußballspieler.

## Karriere
Sadatomi erlernte das Fußballspielen in der Schulmannschaft der Teikyo High School. Seinen ersten Vertrag unterschrieb er 1998 bei den Bellmare Hiratsuka (heute: Shonan Bellmare). Der Verein spielte in der höchsten Liga des Landes, der J1 League. Am Ende der Saison 1999 stieg der Verein in die J2 League ab. Für den Verein absolvierte er 16 Spiele. 2002 wechselte er zum Ligakonkurrenten Montedio Yamagata. Für den Verein absolvierte er 15 Spiele. Danach spielte er bei den Okinawa Kariyushi FC (2003–2004), Yokohama FC (2005), Arte Takasaki (2006) und AC Nagano Parceiro (2007–2008). Ende 2008 beendete er seine Karriere als Fußballspieler.